# Afrodisiac (álbum de Brandy)
Afrodisiac é o quarto álbum de estúdio da cantora americana Brandy. Foi lançado em 25 de junho de 2004 pela Atlantic Records. O álbum foi gravado principalmente em Los Angeles entre a primavera de 2003 e o início de 2004, após várias mudanças importantes na vida pessoal e profissional de Brandy. Depois de dar à luz sua filha e o fim de seu relacionamento com Big Bert, a equipe de Brandy passou por uma reformulação, incluindo mudanças na produção, gerenciamento e A&R. O álbum marcou um afastamento de seu trabalho anterior, com Brandy colaborando com o produtor Timbaland e a compositora Candice Nelson na maior parte da composição do álbum.
Com muitos de seus novos relacionamentos sendo resultado de relacionamentos quebrados, Brandy e Timbaland foram inspirados a experimentar vários sons e influências para criar um som único e individualizado que fosse distinto de outras músicas de R&B. O resultado foi um álbum de R&B contemporâneo orgânico e suave que experimentou o estilo illbient de Nova York, que infunde batidas excêntricas de hip-hop, paisagens sonoras ambientais e a samples de indie rock e várias trilhas sonoras de filmes. Brandy também continuou a experimentar seu canto, optando por usar aplicações mais técnicas de contraponto e gravação de várias faixas em seus arranjos vocais. Um álbum autobiográfico, as músicas apresentam letras íntimas que discutem as lutas pessoais da cantora com codependência, monogamia, lealdade equivocada e ansiedade profissional.
Após o lançamento, Afrodisiac foi aclamado pela crítica por suas letras maduras, pela vocalização de Brandy e seu som experimental geral. O álbum estreou no número três na Billboard 200 dos EUA, vendendo 131,700 cópias em sua primeira semana. O álbum acabou sendo certificado ouro pela Recording Industry Association of America (RIAA). Afrodisiac foi indicado a vários prêmios, incluindo o Grammy de Melhor Álbum de R&B Contemporâneo. O álbum gerou três singles, incluindo "Talk About Our Love" com Kanye West, que alcançou o top 40 na Billboard Hot 100; junto com "Who Is She 2 U" e "Afrodisiac". Desde seu lançamento, o álbum foi retrospectivamente chamado de antecessor do R&B alternativo, tendo sido citado como influência por artistas como Rihanna e Solange.

## Antecedentes
Em fevereiro de 2002, Brandy lançou seu terceiro álbum de estúdio Full Moon, que foi precedido pelo single de sucesso "What About Us?". No entanto, a faixa-título do álbum não conseguiu traçar ou vender visivelmente fora dos Estados Unidos e do Reino Unido, onde conseguiu entrar no top vinte. Durante a produção de Full Moon, Norwood se envolveu romanticamente com o produtor Robert "Big Bert" Smith. O casal começou um relacionamento durante o verão de 2001, mas seu relacionamento não se tornou conhecido até fevereiro de 2002, mesmo mês em que Norwood revelou que estava esperando seu primeiro filho. No entanto, um ano após o nascimento de sua filha Sy'rai Iman Smith, em 16 de junho de 2002, Norwood e Smith anunciaram oficialmente sua separação. Não foi até 2004 que Smith revelou que o casal nunca havia se casado legalmente, mas que eles apenas retrataram a noção de núpcias para preservar a imagem pública de Norwood. No ano seguinte, Norwood começou um relacionamento com o jogador da NBA Quentin Richardson. O casal logo ficou noivo em julho de 2004, mas Norwood acabou terminando o noivado de 15 meses em outubro de 2005.

## Gravação e produção
Após o nascimento de sua filha Sy'rai em junho de 2002, Norwood logo entrou nos estúdios de gravação para começar a trabalhar em seu quarto álbum, então sem título, com o produtor Mike City e seu companheiro Robert "Big Bert" Smith. Ao passo que a cantora imaginou o álbum para soar "muito mais cru" e mais "street" do que seu antecessor de 2002, Full Moon, Smith rapidamente emergiu como produtor executivo e A&R do álbum, substituindo o colaborador de longa data Rodney "Darkchild" Jerkins, que Norwood sentiu não estar indo na mesma direção criativamente. Sobre se separar de Jerkins, cuja equipe Darkchild levou os créditos de produção em seus dois últimos álbuns, Norwood comentou que "Darkchild criou um som comigo e deu a todos. Eu não gostei disso [...] eu precisava mudar meu som e eu queria explorar minha versatilidade, minha criatividade e minha arte". Norwood e Smith finalmente terminaram uma série de gravações demo e pelo menos quatro músicas foram completas até o final de novembro de 2002, incluindo "Ryde or Die" e "Sunshine", inspirada em Sy'rai. Embora Smith esperasse que o álbum fosse lançado na primavera de 2003 em um momento ou outro, ele e Norwood terminaram seu relacionamento em meados de 2003, resultando no atraso do álbum e várias mudanças de equipe.
Norwood acabou por decidir descartar a maior parte do projeto e, em vez disso, alistou Timbaland, com quem o casal já havia trabalhado no álbum não lançado oficialmente de Kiley Dean, Simple Girl, como os principais contribuintes do álbum. Impressionada com a contribuição de Timbaland, Norwood redescobriu a afeição musical que ela havia perdido em Full Moon e sua prioridade técnica. "Fiz a mudança porque precisava evoluir. Precisava explorar meu talento e versatilidade e ver se tinha outro lado meu, outro som", disse ela sobre colaborar. "Eu queria fazer minhas próprias coisas, e sempre quis trabalhar com Timbaland [...] e ver como minha voz soaria nas faixas dele. Era uma Brandy mais ousada, um som mais atrevido, mas ainda com muito de coração e muita paixão". Com a ajuda de protegidos de Timbaland, como Candice Nelson, Steve "Static" Garrett e o co-produtor Walter Millsap III, a dupla trabalhou no que foi provisoriamente intitulado B-Rocka —um apelido dado a ela por Jerkins—e originalmente planejado para um lançamento no Natal de 2003. Sua primeira colaboração, tributo aos anos 1990, "Turn It Up", vazou na internet no outono de 2003, e logo foi lançada como uma faixa promocional.
Tendo concluído sessões de gravação adicionais com Warryn Campbell, Theron Feemster e Organized Noise, em novembro de 2003, a Atlantic Records anunciou que Norwood estava dando os toques finais em seu álbum ainda sem título, na época programado para ser lançado em 2 de março de 2004, assim como ela iria gravar um videoclipe para uma faixa intitulada "Black Pepper" durante a segunda semana de dezembro. No entanto, os planos para o single fracassaram quando tal faixa, produzida por Timbaland, foi descartada em favor de uma nova canção: "Talk About Our Love", produzida pelo rapper Kanye West. Tanto o single quanto a faixa "Where You Wanna Be" foram adições de última hora ao álbum, encomendadas pelo empresário de West, Geroid Roberson, um dos produtores executivos de Afrodisiac, que encorajou Norwood a tentar novas sessões de estúdio com West. "Kanye deu os toques finais no álbum", comentou Norwood sobre sua decisão de trabalhar com West. "As duas faixas que fizemos eram exatamente o que eu precisava para unir a coisa toda".

## Canções e letras
"É sobre paixão. É romântico, e é onde estou na minha vida agora", observou Norwood durante a turnê promocional em 2004, época em que ela estava noiva do jogador do New York Knicks, Quentin Richardson. "Eu não estou tentando ser nervosa, atrevida, romântica, vulnerável ou qualquer outra emoção, eu realmente sou tudo isso", disse ela. Embora não seja um álbum conceitual, Afrodisiac apresenta vários motivos consistentes por toda parte. Ele contém várias referências líricas a figuras da cultura do hip hop e R&B dos anos 1990, incluindo a própria Brandy, Timbaland e a sua parceira de longa data Missy Elliott, Aaliyah, Monica, o programa de videoclipes americano Video Soul e seu apresentador Donnie Simpson, o grupo de hip-hop Kid n' Play e seu filme House Party (1990), a série de televisão de comédia In Living Color e o álbum House of Music (1996), de Tony! Toni! Toné!. Ao longo do álbum, a banda de rock inglesa Coldplay é usada em conceitos líricos e musicais. Em uma entrevista de 2013, a compositora Candice Nelson discutiu que, coincidentemente, ela, Timbaland e Brandy estavam ouvindo em particular o primeiro álbum de estúdio do Coldplay, Parachutes (2000).
O tema geral da ansiedade percorre a maioria das músicas, com um foco lírico em ser crítico de relacionamentos pessoais e profissionais de longo prazo. Ela faz referência ao seu relacionamento com o ex Robert Smith ("Who I Am", "I Tried", "Focus"), o então noivo Quentin Richardson ("Where You Wanna Be", "Say You Will"), amigos ("Sadiddy"), família ("Necessary"), carreira ("Should I Go") e ela mesma ("Come As You Are", "Finally"). A linha "Porque eu não quero soar familiar, quero um single garantido, não um enchimento de álbum", de "Turn It Up" gera críticas indiretas às diferenças criativas com o ex-produtor principal Rodney Jerkins e a equipe da Atlantic Records. Na faixa final, "Should I Go", que interpola "Clocks" do Coldplay, Norwood fala abertamente sobre a contemplação de se afastar do mundo da música, admitindo que ela está tentando descobrir onde ela se encaixa hoje.
Embora Norwood tenha recebido um único crédito de escrita apenas na faixa "Finally", ela observou Afrodisiac como o esforço mais honesto de sua carreira ainda baseado em seu conteúdo profundamente autobiográfico, comentando: "Tudo o que faço tem algo a ver com o que passei na minha vida [e] eu definitivamente queria incorporar isso na minha arte. Isso torna mais real quando você adiciona o que está acontecendo em sua vida em sua música. Eu cresci e passei por algumas coisas na minha vida, e eu celebro isso, eu honro isso". A compositora Nelson falou ainda mais, dizendo: "[ao longo deste álbum] meu pensamento era 'o que está acontecendo na mente dela?' Eu queria observá-la mais do que falar com ela. Antes de tudo, eu estava chocada, então eu queria apenas observá-la e escrever a partir disso. Ela ficou meio chocada com o que eu escreveria. [Então] fiquei surpresa, porque ela pegaria o que eu escrevi e faria esse arco-íris de sons. Ela é tão brilhante". Sonoramente, seu colaborador Timbaland falou de seu trabalho no álbum em seu livro de memórias The Emperor of Sound (2015). No livro, ele diz: "Eu sempre quis trabalhar com Brandy. Ela canta como um beija-flor", acrescentando: "Ela realmente confiava em mim e queria fazer o que eu quisesse fazer. Eu faço algo e depois toco para ela, e ela enlouquecia. Então ela arranjava seus vocais e tocava para mim, e eu enlouquecia. Foi assim que trabalhamos".
A faixa de abertura, "Who I Am", a única contribuição de Warryn "Baby Dubb" Campbell ao álbum, foi uma adição de última hora à lista de faixas final. Construída em torno de uma melodia de teclado em piruetas, a música discute o relacionamento difícil de Norwood com o produtor Robert "Big Bert" Smith, bem como sua imagem pública em forma de carta aberta. A segunda faixa "Afrodisiac", a faixa-título do álbum e segundo single internacional, foi geralmente bem recebida pela crítica e teve um sucesso moderado em toda a Ásia e Europa. Descrevendo o afeto afrodisíaco de uma mulher com um homem, combina elementos de música pop e dance, incorporando elementos da produção de "Are You That Somebody?" de Aaliyah, feita por Timbaland. Norwood declarou a canção como uma de suas faixas favoritas no disco. Ao lado de "Afrodisiac", a terceira faixa, "Who Is She 2 U", foi uma das primeiras músicas em que Norwood trabalhou com Timbaland e sua equipe. Baseada em fatos reais, a música descreve uma mulher que desconfia do comportamento estranho de seu companheiro em torno de uma mulher aparentemente desconhecida. A dramática up-tempo incorpora melodias de cordas pop de câmara e programação de bateria go-go. Uma versão em dueto não oficial, mas proeminente, da faixa com vocais do cantor de R&B Usher, foi lançada em várias mixtapes no final de 2004.
O single principal "Talk About Our Love", resultado de sessões de gravação adicionais com o rapper Kanye West e a violinista Miri Ben-Ari, não foi composto até o final da produção do álbum e descreve as pressões de outras pessoas se intrometendo em relacionamentos. A quinta faixa, "I Tried", é uma faixa mid-tempo e contém sample da faixa "The Clansman" presente no álbum Virtual XI (1998), da banda de heavy metal britânica Iron Maiden. Fala sobre a cantora ouvindo a música "Sparks" do Coldplay enquanto ela se arrepende de ter feito papel de boba para um ex-amante infiel. Considerada para ser lançada como single, atraiu comparações com "Cry Me a River" de Justin Timberlake em estilo e música. "Where You Wanna Be", outra produção de West, apresenta uma ponte do rapper T.I. e lida com o amante de uma mulher que não está colocando suas prioridades em ordem, pois ela está solicitando que ele tome uma decisão entre seus amigos, suas escolhas de carreira e ela.[40] Norwood narra seus altos e baixos na faixa mid-tempo "Focus", a sétima faixa do álbum, na qual ela luta para não deixar um velho hábito de volta em sua vida. A canção, que Norwood chama de sua favorita no álbum, consiste em sintetizadores gaguejantes e instrumentação de baixo pesado e uma guitarra elétrica. A oitava faixa, "Sadiddy", é construída em torno de uma batida de sintetizador carregada de palmas e uma das poucas faixas de ritmo acelerado do álbum. Ela fala sobre Brandy não ser atrevida e as consequências de ir contra ela.
A nona faixa "Turn It Up" é uma das várias músicas que fazem referência a Aaliyah. Um tributo aos anos 1990, que combina elementos do hip hop old school com instrumentais de beatbox de Timbaland, a música foi o primeiro lançamento completo antes do álbum, como uma faixa promocional no outono de 2003. Embora a música não tenha sido lançada comercialmente, ela apareceu em várias paradas, alcançando o número dois nas paradas alemãs. A décima música, "Necessary", escrita por Cee Lo Green, discute o desejo de Brandy de que seu trabalho duro seja importante para os entes queridos, e apresenta uma batida sincopada e saltitante. A décima primeira faixa, a comovente e minimalista "Say You Will", viu uma mulher pronta para se estabelecer e incitando seu companheiro a se juntar a ela em uma vida doméstica. "How I Feel", uma balada serena e esfumaçada, mostrava Norwood avisando seu companheiro que sua vida ocupada estava lentamente afastando-a. A canção era uma mistura do pop urbano orientado para adultos de seus álbuns anteriores e o trabalho mais ambiente e blues com o qual ela estava se envolvendo. "Should I Go", baseada na música "Clocks" do Coldplay, é construída em batidas percussivas, palmas sincopadas e um riff de piano. Liricamente, Norwood como protagonista fala abertamente sobre a contemplação de se afastar do mundo da música, admitindo que ela está tentando descobrir onde ela se encaixa hoje.

## Lançamento e divulgação
Afrodisiac foi lançado nos Estados Unidos em 29 de junho de 2004 pela Atlantic Records; sua edição limitada com três faixas bônus foi lançada exclusivamente na França em 18 de outubro pela East West Records. A promoção de Afrodisiac começou com um grande evento de mídia em Montego Bay, Jamaica, onde o álbum foi apresentado a uma lista de jornalistas escolhidos a dedo em um lançamento de imprensa realizado no Royal Pavilion do Half Moon Hotel. A turnê promocional do álbum começou em 23 de maio de 2004 com uma série de grandes aparições na televisão nacional, destacadas por apresentações no The Tonight Show with Jay Leno em 13 de julho, no programa Today da NBC, como parte de sua Toyota Concert Series, em 16 de julho e no show da ABC The View em 19 de julho. Norwood também se apresentou no The Late Late Show da CBS e no no On-Air with Ryan Seacrest em 14 de julho. Fora dos Estados Unidos, Norwood fez aparições no Top of the Pops e Anke Late Night, onde ela apresentou uma versão de "One Moment in Time" de Whitney Houston na forma de um comercial de café.
Além disso, Norwood foi vista em uma série de programas especiais transmitidos nas redes de televisão de música BET, MTV, VH1 e Fuse. A chegada do álbum às lojas foi comemorada com uma aparição como apresentadora no BET Awards de 2004, precedido por uma apresentação especial ao vivo no 106 & Park. Em 1 de julho, Norwood foi para Nova York para aparições no TRL da MTV e no Daily Download da Fuse. Além disso, faixas de Afrodisiac foram transmitidas mais de um milhão de vezes via The Leak do site da MTV na semana anterior ao lançamento do álbum.[48] On-line, Norwood foi apresentada como Artista do Mês de LAUNCHcast de julho de 2004. A promoção incluiu entrevistas e apresentações exclusivas, bem como concursos para ganhar chats de vídeo ao vivo com Norwood. A campanha online "Talk About Our Love" começou com uma estreia no AOL First Listen, e Norwood foi a "Artista do Mês" da AOL em junho de 2004. Sua apresentação no Sessions@AOL estreou no serviço em julho.

## Singles
Excluindo a faixa promocional, "Turn It Up", lançada em novembro de 2003, Afrodisiac produziu três singles oficiais. "Talk About Our Love" foi lançado como o primeiro single do álbum em 28 de março de 2004. Embora a música tenha sido apreciada pela crítica, alcançou um sucesso comercial mediano em todo o mundo, chegando ao número 36 na Billboard Hot 100 dos EUA, mas conseguindo alcançar o top 10 na parada de singles do Reino Unido e na parada US Hot Singles Sales.
Na América do Norte, "Who Is She 2 U" foi lançada como o segundo e último single do álbum. Sofrendo com baixo airplay, a canção nunca saiu da metade inferior da Billboard Hot 100 e emergiu como um dos singles mais baixos de Norwood, alcançando a 85ª posição. Em março de 2005, a música também recebeu um lançamento limitado na Europa para promover o lançamento da primeira coletânea de Norwood, The Best of Brandy (2005), mas não conseguiu traçar ou vender visivelmente, alcançando apenas o número 50 no UK Singles Chart.
Fora dos Estados Unidos, a faixa-título serviu como segundo single do álbum. Alcançando maior sucesso do que "Talk About Our Love" em quase todos os países em que foi lançada, a música alcançou o número onze no Reino Unido e chegou ao top trinta na França e na Irlanda. Planos para um quarto single, incluindo a contendora "I Tried", não se concretizaram.

## Recepção da crítica
| Críticas profissionais | Críticas profissionais |
| Avaliações da crítica  | Avaliações da crítica  |
| Fonte                  | Avaliação              |
| ---------------------- | ---------------------- |
| AllMusic               | [ 46 ]                 |
| Blender                | [ 47 ]                 |
| Entertainment Weekly   | A-                     |
| People                 | [ 49 ]                 |
| PopMatters             | [ 50 ]                 |
| Rolling Stone          | [ 51 ]                 |
| Slant Magazine         | [ 52 ]                 |
| Stylus Magazine        | B-                     |
| USA Today              | [ 54 ]                 |
| Yahoo! Music UK        | [ 55 ]                 |

Afrodisiac se tornou seu álbum mais bem recebido na época de seu lançamento, com média de 73 de 100 entre as avaliações médias no Metacritic. Andy Kellman, do AllMusic, deu ao álbum quatro de cinco estrelas e elogiou-o como "a quarta exibição duradoura consecutiva de Brandy, [...] abastecido com uma série de singles espetaculares - e emocionalmente ressonantes - que acabam fazendo seu set mais completo até agora". David Browne da Entertainment Weekly deu ao álbum uma classificação A-, chamando-o de "álbum mais carnudo de Brandy até hoje", e classificou-o em sexto lugar em sua lista pessoal dos dez melhores álbuns do ano. Ele encontrou aprovação especial para Timbaland, "que produziu a maior parte do disco, aumenta o baixo, o volume e a tensão sempre que pode, reforçando sua voz menos do que dominante e suave". O escritor da Rolling Stone, James Hunter, assim como Kellman e Browne, comparou o álbum a "Janet Jackson no seu melhor: ela é uma estrela pop, mas está aproveitando ao máximo seus grandes orçamentos de estúdio e está seguindo sua musa". Ele descreveu o conjunto como "alma mainstream com detalhes e nuances excêntricos" e deu ao álbum quatro estrelas de cinco.
A escritora da Vibe, Laura Checkoway, deu a Afrodisiac três estrelas e meia de cinco estrelas e observou-o como "muito longe da agradável penugem pubescente de seus anos de formação", e embora ela sentisse que "o alto sensual de Brandy se afoga em algumas músicas", ela reconheceu que "enquanto a ligação musical de Brandy com Timbaland é o que algumas pessoas podem chamar de um casamento feito no céu, é seu revival louco, sexy e legal que é a verdadeira felicidade desta quarta vinda". Steve Jones, do USA Today, deu ao álbum uma classificação de três de quatro estrelas, e comentou: "Timbaland fornece a ela muitas batidas com infusão de funk para groove [e] enquanto algumas das faixas são um pouco prosaicas, Brandy ainda é sedutora mais frequentemente do que não". Ben Sisario, que escreveu para a Blender e deu ao álbum três de cinco estrelas, resumiu o álbum como "um episódio de seu programa de TV Moesha: Esta semana, nossa voz de mel heroína abandona sua feminilidade, fazendo sexo para se tornar 'uma mulher, uma mulher apaixonada'", referindo-se à sua transformação lírica. Ele chamou produções não-Timbaland como "Talk About Our Love" e "Say You Will" os destaques do álbum. Em 2012, em meio ao lançamento do sexto álbum de estúdio de Norwood, Two Eleven, Noah Berlatsky, do The Atlantic, chamou Afrodisiac de "o melhor álbum da carreira de Brandy e um dos maiores álbuns de R&B dos últimos 25 anos".

## Prêmios
| Ano  | Prêmio                  | Categoria                         | Indicação             | Resultado | Ref.   |
| ---- | ----------------------- | --------------------------------- | --------------------- | --------- | ------ |
| 2004 | MTV Video Music Awards  | Melhor Clipe de R&B               | "Talk About Our Love" | Indicado  | [ 16 ] |
| 2004 | MOBO Awards             | Melhor Colaboração                | "Talk About Our Love" | Indicado  | [ 64 ] |
| 2005 | Grammy Awards           | Melhor Álbum Contemporâneo de R&B | Afrodisiac            | Indicado  | [ 16 ] |
| 2005 | Soul Train Music Awards | Melhor Álbum Feminino de R&B/Soul | Afrodisiac            | Indicado  | [ 65 ] |

Afrodisiac foi nomeado o quarto melhor álbum de 2004 pela Slant Magazine. O editor da publicação, Sal Cinquemani, chamou-o de "um álbum de separação devastador e confiante [e] extraordinariamente pessoal". David Browne, da Entertainment Weekly, classificou o álbum em sexto lugar na lista "Melhores da Música de 2004" e observou que "Brandy continua sendo a rainha do murmúrio de R&B, mas os produtores, especialmente o sempre inventivo Timbaland, compensam com as dramáticas e estrondosas batidas e tons que adicionam seriedade a esta estrela ex-adolescente arrependida. Tudo - os ritmos, as músicas tristes, a entrega de Brandy - ferve, mas ferozmente". O álbum terminou em oitavo lugar na lista dos "10 Melhores Álbuns" de Nekesa Mumbi Moody, para a Associated Press. Ela escreveu que Afrodisiac "era certamente o melhor [de Brandy]. Dos temas autobiográficos e contadores às batidas hipnóticas, este álbum captura sua atenção desde a primeira nota e se recusa a ser ignorado". A Rolling Stone listou o Afrodisiac em sua lista "Top 50 Álbuns de 2004" e o apelidou de "não apenas seu melhor, mas também o melhor álbum de R&B do ano".

## Performance comercial
Afrodisiac estreou na terceira posição da Billboard 200–atrás de The Hunger for More de Lloyd Banks e Confessions de Usher–e na quarta posição da Top R&B/Hip-Hop Albums, vendendo 131,700 cópias em sua primeira semana. Apesar das vendas brevemente declinarem e o álbum sair da metade superior da Billboard 200 em sua oitava semana, acabou por receber o certificado de ouro pela Recording Industry Association of America (RIAA), pelas mais de 500,000 cópias vendidas no país.
Internacionalmente, Afrodisiac não conseguiu atingir o top 30 de nenhuma das tabelas musicais em que apareceu, com exceção do Japão e da Suíça, onde alcançou as posição de número dez e 26, respectivamente. No Reino Unido, o álbum recebeu o certificado de prata pela British Phonographic Industry (BPI) em 24 de setembro de 2004, por vender mais de 60.000 cópias na região.

## Impacto e legado
Apesar de seu sucesso crítico, o álbum foi amplamente visto como uma decepção comercial em comparação com os álbuns de estúdio anteriores de Norwood, devido ao desempenho menos do que o esperado de seus singles e do álbum em si. Tanto Brandy quanto Timbaland mais tarde expressaram frustração com o álbum, citando interferência da gravadora no processo criativo, política e má gestão da performance do álbum. Depois de falhar em garantir adequadamente uma turnê conjunta com Usher, Brandy pediu e recebeu uma liberação incondicional da Atlantic Records em outubro de 2004, citando seu desejo de "seguir em frente" como o principal motivo de sua decisão. Completando seu contrato com a gravadora, uma coletânea intitulada The Best of Brandy foi lançada em março de 2005. Lançada sem nenhum material novo, alcançou o top 30 na Austrália, Reino Unido e Estados Unidos, onde a coleção foi apreciada por críticos contemporâneos que notaram a criatividade do catálogo anterior de Norwood. Andy Kellman do AllMusic expressou: "Este conjunto, ao contrário de tantas outras antologias de seus contemporâneos, dificilmente confirma a diminuição da criatividade ou popularidade". Então, ela teria começado a fechar um novo contrato de gravação sob os auspícios da Knockout Entertainment, a gravadora de seu irmão Ray J.
Embora não tenha recebido aclamação pública e comercial até anos após seu lançamento, o álbum é amplamente reverenciado por críticos e músicos. Servindo de inspiração para outros artistas, Afrodisiac foi creditado como um dos precursores do subgênero PBR&B. Em uma conversa de música e moda em 2014 com a NPR, a cantora e modelo Solange discutiu o álbum, dizendo: "Brandy é realmente a base de muito desse R&B experimental, progressivo e inovador. Brandy realmente influenciou muito disso. Frank Ocean dirá isso. Miguel vai dizer isso". A cantora Rihanna revelou em entrevista à Entertainment Weekly que seu terceiro álbum de estúdio, Good Girl Gone Bad (2007), foi influenciado principalmente por Afrodisiac, afirmando: "O álbum de Brandy realmente ajudou a inspirar, porque eu escutava esse álbum o dia todo, a noite toda quando eu estava no estúdio [...] eu realmente admirava que cada canção era ótima". O músico de rock John Frusciante, guitarrista do grupo de rock Red Hot Chili Peppers, mencionou que Norwood e o álbum foram a "principal inspiração" por trás do trabalho de guitarra no álbum Stadium Arcadium (2006) do Red Hot Chili Peppers, vencedor do Grammy. Em 2008, a cantora Beyoncé escolheu a faixa "Focus" para sua lista pessoal de músicas no iTunes, citando seu amor pelas letras, assim como a voz e os arranjos vocais de Brandy. O produtor de hip hop Hit-Boy muitas vezes elogiou o álbum como uma influência em seu trabalho através de suas redes sociais. A cantora Nivea interpolou a música "I Tried" em sua música "Love Hurts" (2010).

## Lista de faixas
| Afrodisiac – Edição padrão |                                                 |                                                                                           |                                         |         |  |
| N.º                        | Título                                          | Compositor(es)                                                                            | Produtor(es)                            | Duração |  |
| 1.                         | "Who I Am"                                      | Warryn Campbell Joi Campbell                                                              | Baby Dubb Brandy Norwood                | 3:35    |  |
| 2.                         | "Afrodisiac"                                    | Kenisha Pratt Kenneth Pratt Isaac Phillips Timothy Mosley                                 | Timbaland Norwood                       | 3:47    |  |
| 3.                         | "Who Is She 2 U"                                | Walter Millsap III Candice Nelson Mosley Leon Ware Jacqueline Hilliard                    | Timbaland Norwood                       | 4:43    |  |
| 4.                         | "Talk About Our Love" (com part. de Kanye West) | Kanye West Harold Lilly Carlos Wilson Louis Wilson Ricardo A. Wilson Claude Cave II       | West Norwood                            | 3:34    |  |
| 5.                         | "I Tried"                                       | Millsap Nelson Mosley Will Champion Steve Harris Chris Martin Guy Berryman Jonny Buckland | Timbaland Norwood                       | 4:45    |  |
| 6.                         | "Where You Wanna Be" (com part. de T.I.)        | West Lilly                                                                                | West Norwood                            | 3:32    |  |
| 7.                         | "Focus"                                         | Millsap Nelson Phillips Mosley                                                            | Timbaland Norwood                       | 4:07    |  |
| 8.                         | "Sadiddy"                                       | Pratt Pratt Phillips Mosley                                                               | Timbaland Norwood                       | 4:00    |  |
| 9.                         | "Turn It Up"                                    | Millsap Nelson Mosley                                                                     | Timbaland Norwood                       | 4:13    |  |
| 10.                        | "Necessary"                                     | Rico Wade Patrick Brown Ray Murray Cee-Lo Green                                           | Organized Noise Norwood                 | 3:59    |  |
| 11.                        | "Say You Will"                                  | Theron Feemster                                                                           | Ron "Neff-U" Feemster Big Chuck Norwood | 3:50    |  |
| 12.                        | "Come as You Are"                               | Stephen Garrett Mosley                                                                    | Timbaland Norwood                       | 3:44    |  |
| 13.                        | "Finally"                                       | Millsap Nelson Mosley Norwood Hans Zimmer Nick Glennie-Smith Steven Stern Don Harper      | Timbaland Norwood                       | 3:53    |  |
| 14.                        | "How I Feel"                                    | Millsap Nelson Erick Walls                                                                | Millsap Norwood                         | 4:41    |  |
| 15.                        | "Should I Go"                                   | Millsap Nelson Mosley Berryman Buckland Champion Martin                                   | Timbaland Norwood                       | 4:56    |  |
| Duração total:             | Duração total:                                  | Duração total:                                                                            | Duração total:                          | 61:19   |  |

| Afrodisiac – Edição japonesa (faixa bônus) |                |                       |                   |         |  |
| N.º                                        | Título         | Compositor(es)        | Produtor(es)      | Duração |  |
| 16.                                        | "Nodding Off"  | Millsap Nelson Mosley | Timbaland Norwood | 4:10    |  |
| Duração total:                             | Duração total: | Duração total:        | Duração total:    | 65:29   |  |

| Afrodisiac – Edição francesa limitada (faixas bônus) |                         |                       |                   |         |  |
| N.º                                                  | Título                  | Compositor(es)        | Produtor(es)      | Duração |  |
| 16.                                                  | "Sirens"                | Garrett Mosley        | Timbaland Norwood | 3:59    |  |
| 17.                                                  | "Like It Was Yesterday" | Michael Flowers       | Mike City         | 3:53    |  |
| 18.                                                  | "Nodding Off"           | Millsap Nelson Mosley | Timbaland Norwood | 4:10    |  |
| Duração total:                                       | Duração total:          | Duração total:        | Duração total:    | 73:21   |  |

#### Créditos de samples
- "Who Is She 2 U" contém sample de "Instant Love" (1968), de Jacqueline Hilliard
- "Talk About Our Love" contém sample de "Gilly Hines" (1977), de Mandrill.
- "I Tried" contém samples de "The Clansman" (1998), de Iron Maiden, e "Sparks" (2000), de Coldplay
- "Where You Wanna Be" contém sample de "Jesse" (1974), de Janis Ian
- "Turn It Up" contém uma interpolação de "Up Jumps da Boogie" (1997), de Timbaland & Magoo, Aaliyah e Missy Elliott.
- "Finally" contém sample de "Rock House Jail" de Hans Zimmer, presente na trilha sonora de The Rock (1996)
- "Should I Go" contém sample de "Clocks" (2002), de Coldplay
- "Nodding Off" contém sample de "Ek Din Jab Hum Jawaan Hongay" (1983), de Sunny Deol & Amrita Singh

## Equipe e colaboradores
Créditos adaptados do encarte de Afrodisiac.
- Liz Barrett – direção de arte
- Miri Ben-Ari – violino
- Parris Bowens – teclado
- Bruce Buechner – engenharia
- Jo Ann Campbell – vocais de fundo
- Demacio Castellon – assistente de engenharia
- Ricky Chao – assistente de engenharia
- Sean Davis – engenharia
- Jimmy Douglass – engenharia, mixagem
- Blake English – engenharia
- Roger Ericson – fotografia
- Bruce Fowler – condução
- Brian Gardner – masterização
- Steve "Static" Garrett – vocais de fundo
- Chris Gehringer – masterização
- Nick Glennie-Smith – condução
- Larry Gold – condução
- Don Harper – condução
- Mike Hartnett – violão
- Jermeal Hicks – assistente de engenharia
- Kenny Hicks – produção vocal
- Keenan "Kee Note" Holloway – baixo
- Jun Ishizeki – engenharia
- Glenn S. Jeffrey – guitarra
- Cha Cha Jones – engenharia
- Kyambo Joshua – produtor executivo
- Craig Kallman – produtor executivo
- Dave Lopez – mixagem
- Manny Marroquin – mixagem
- George "Spanky" McCurdy – percussão
- Peter Mokran – mixagem
- Tim Mosley – vocais de fundo, mixagem
- Brandy Norwood – produtora executiva, vocais principais, produtora vocal
- Julian Peploe – design
- DeMonica Plummer – condução
- Ervin Pope – teclado
- Kenisha Pratt – vocais de fundo
- Kenneth Pratt – vocais de fundo
- Halsey Quemere – assistente de engenharia
- Dave Robbins – teclado
- Gee Roberson – produtor executivo
- Shorty B. – baixo
- Eugene Toale – engenharia
- Thaddeus T. Tribbett – baixo
- Eric Walls – violão

## Tabelas musicais

### Tabelas semanais
| Tabelas musicais (2004-2004)                        | Melhor posição |
| --------------------------------------------------- | -------------- |
| Austrália (ARIA)                                    | 53             |
| Canadá (Billboard)                                  | 34             |
| Países Baixos (Album Top 100)                       | 45             |
| França (SNEP)                                       | 57             |
| Alemanha (Offizielle Top 100)                       | 44             |
| Japão (Oricon)                                      | 10             |
| Noruega (VG-lista)                                  | 34             |
| Escócia (OCC)                                       | 69             |
| Suécia (Sverigetopplistan)                          | 45             |
| Suíça (Schweizer Hitparade)                         | 26             |
| Reino Unido - UK Albums (OCC)                       | 32             |
| Reino Unido - UK R&B Albums (OCC)                   | 13             |
| Estados Unidos - Billboard 200                      | 3              |
| Estados Unidos - Top R&B/Hip-Hop Albums (Billboard) | 4              |

### Tabelas de fim de ano
| Tabelas musicais (2004)                             | Melhor posição |
| --------------------------------------------------- | -------------- |
| Estados Unidos - Top R&B/Hip-Hop Albums (Billboard) | 62             |

## Certificações
| Região                | Certificado | Unidades certificadas/vendas |
| --------------------- | ----------- | ---------------------------- |
| Japão (RIAJ)          | Ouro        | 100.000                      |
| Reino Unido (BPI)     | Prata       | 60.000                       |
| Estados Unidos (RIAA) | Ouro        | 500.000                      |